# Näsijärvi
Der Näsijärvi [ˈnæsijærvi] ist ein Binnensee im Westen Finnlands. Er ist Teil der von Nord nach Süd verlaufenden Seenkette Vaskivesi-Visuvesi-Tarjanne-Ruovesi-Palovesi-Näsijärvi, die im Norden bei Virrat endet. Er ist mit 256,8 km² einer der größten Seen in dieser Region und fließt in Tampere über die Tammerkoski-Stromschnelle in den See Pyhäjärvi ab. 
Da die Holzindustrie ihre Abwässer, besonders den Phosphoranteil, in den letzten Jahren verringert hat, konnte die Wasserqualität verbessert werden.
Nach dem See ist der Asteroid (1534) Näsi benannt.